# 全国私立高等学校男女バレーボール選手権大会
全国私立高等学校男女バレーボール選手権大会（ぜんこくしりつこうとうがっこうだんじょバレーボールせんしゅけんたいかい）は、1996年から行われている私立高校バレーボールの大会である。ただし、高校バレー三大大会（インターハイ・国スポ・春高バレー）を優先し、欠場する強豪私立高校も多い。

## 大会要項
- 主催：全国私立高等学校バレーボール連盟
- 特別後援：町田市
- 後援：日本バレーボール協会、日本スポーツ協会、日本私立中学高等学校連合会、毎日新聞など
- 特別協賛：大塚製薬

## 概要
各地区の予選を勝ち抜いた男女各76校が出場する。予選大会の成績が良好でチームカラーが良く、私学の発展に協力的なチームは補欠校として推薦されることもある。
予選リーグ戦をした後、各リーグ1位計16校で決勝トーナメント戦を行い、私立高校日本一を決める。
3月下旬開催の大会であり、新1年生（入学予定の新入生）も出場することができる。

### 沿革
第1回(1996年)～第15回(2010年)、第16回(2011年)
毎年12月に開催され私学ウィンターバレーの愛称で呼ばれていた。しかし、春高バレーの開催時期が3月から1月に変更されたことを考慮し、第16回は4月開催に変更される。そのため愛称もさくらバレーと呼ばれることになった。ところが、さくらバレー初回の2011年は、開催直前に東日本大震災が発生したため、4月から8月に延期された。夏の開催となったが、愛称はさくらバレーのまま実施した。
第17回(2012年)
この年以降春休み(3月下旬)に開催される。
第25回(2020年)～第26回(2021年)
新型コロナウィルスの感染拡大防止に伴い、大会初の中止となる。

### 開催地
東京都・神奈川県にまたがる複数の会場を使用。開会式及び決勝トーナメントは町田市立総合体育館で行われる。

## 結果
| 回 | 年   | 男子優勝校       | 準優勝校           | 女子優勝校       | 準優勝校           |
| -- | ---- | ---------------- | ------------------ | ---------------- | ------------------ |
| 1  | 1996 | 法政二           | 東海大四           | 四天王寺         | 淑徳学園           |
| 2  | 1997 | 東海大四         | 上宮               | 古川商業         | 八王子実践         |
| 3  | 1998 | 大阪商大         | 法政二             | 四天王寺         | 成徳学園           |
| 4  | 1999 | 法政二           | 大阪商大           | 大阪国際滝井     | 八王子実践         |
| 5  | 2000 | 大阪商業大       | 春日部共栄         | 古川商業         | 成徳学園           |
| 6  | 2001 | 東北             | 北陸               | 成徳学園         | 文京女子大         |
| 7  | 2002 | 東北             | 大阪商大           | 成徳学園         | 淑徳学園           |
| 8  | 2003 | 星城             | 福井工大福井       | 下北沢成徳       | 文京学院大女子     |
| 9  | 2004 | 洛南             | 東北               | 共栄学園         | 下北沢成徳         |
| 10 | 2005 | 東京学館総合技術 | 星城               | 京都橘           | 共栄学園           |
| 11 | 2006 | 足利工大附       | 東亜学園           | 京都橘           | 大阪国際滝井       |
| 12 | 2007 | 東京学館新潟     | 足利工大附         | 京都橘           | 下北沢成徳         |
| 13 | 2008 | 東亜学園         | 霞ヶ浦             | 下北沢成徳       | 古川学園           |
| 14 | 2009 | 東洋             | 清風               | 古川学園         | 下北沢成徳         |
| 15 | 2010 | 福岡大附大濠     | 開智               | 下北沢成徳       | 文京学院大女子     |
| 16 | 2011 | 東洋             | 福井工大福井       | 下北沢成徳       | 東京都市大塩尻     |
| 17 | 2012 | 長野日大         | 福井工大福井       | 東京都市大塩尻   | 共栄学園           |
| 18 | 2013 | 星城             | 福岡大附大濠       | 東京都市大塩尻   | 下北沢成徳         |
| 19 | 2014 | 洛南             | 東洋               | 金蘭会           | 古川学園           |
| 20 | 2015 | 福井工大福井     | 駿台学園           | 金蘭会           | 文京学院大女子     |
| 21 | 2016 | 駿台学園         | 東亜学園           | 金蘭会           | 下北沢成徳         |
| 22 | 2017 | 洛南             | 駿台学園           | 金蘭会           | 福井工大福井       |
| 23 | 2018 | 洛南             | 駿台学園           | 金蘭会           | 古川学園           |
| 24 | 2019 | 駿台学園         | 東亜学園           | 京都橘           | 金蘭会             |
| 25 | 2020 | 優勝校無し(中止) | 準優勝校無し(中止) | 優勝校無し(中止) | 準優勝校無し(中止) |
| 26 | 2021 | 同上(中止)       | 同上(中止)         | 同上(中止)       | 同上(中止)         |
| 27 | 2022 | 駿台学園         | 大同大大同         | 古川学園         | 金蘭会             |
| 28 | 2023 | 昇陽             | 駿台学園           | 金蘭会           | 進徳女子           |
| 29 | 2024 | 駿台学園         | 洛南               | 下北沢成徳       | 共栄学園           |
| 30 | 2025 | 清風             | 浜松修学舎         | 金蘭会           | 八王子実践         |